# Erkka Westerlund
Pour les articles homonymes, voir Westerlund.
Erkka Westerlund (né le 30 mars 1957 à Pernaja en Finlande) fut le sélectionneur de l'équipe de Finlande de Hockey sur glace entre 2004 et mai 2007. Avec son équipe, il a remporté la médaille d'argent au Championnat du monde de hockey sur glace à Moscou. Il avait remplacé à ce poste Raimo Summanen en 2004. En 2007, il a été remplacé par l'ancien entraineur du Jokerit Helsinki, Doug Shedden.
Auparavant Erkka avait entrainé des clubs finlandais en SM-Liiga : JYP Jyväskylä (de 1985 à 1988), Lukko Rauma (de 1989 à 1991), HIFK (de 1997 à 1999) et Jokerit Helsinki (de 1999 à 2001).
Erkka Westerlund a remporté une fois le championnat de Finlande (en 1998 avec le HIFK) et a fini deux fois second (en 1999 et 2000 avec le HIFK).
Avec l'équipe nationale finlandaise, Erkka a reçu trois médailles : aux jeux olympiques d'hivers de Turin en 2006 (médaille d'argent), au championnat du monde en 2006 (médaille de bronze) et au championnat du monde en 2007 (médaille d'argent).
Erkka est aussi un ancien joueur de hockey sur glace. Il a joué en 1978/1979 pour le Jokerit. En 34 matches, il a marqué 7 buts. Durant la saison 1980/1981, il a joué pour le JYP, marquant 3 buts en 23 matches.
De 2006 à 2014, il est directeur de l'Institut finlandais des sports.
En 2009, il est intronisé au Temple de la renommée du hockey finlandais.